# Sumska oblast
Sumska oblast (ukrajinski: Сумська область, Sums’ka oblast’ Sumshchyna) administrativna je oblast koja se nalazi se u sjeveroistočnoj Ukrajini na granici s Rusijom. Upravno središte oblasti je grad Sumi.

## Zemljopis
Sumska oblast ima ukupnu površinu 23.834 km2 te je 16. oblast po veličini, u njoj živi 1.299.700 stanovnika te je prema broju stanovnika 19. oblast po veličini u Ukrajini. 
Sumska oblast graniči na jugozapadu s Poltavskom oblasti, na jugu graniči s Harkovskom oblasti i na zapadu s Černigovskom oblasti. S Rusijom graniči na sjeveru i na istoku.

## Stanovništvo
Ukrajinci su najbrojniji narod u oblasti i ima ih 1.152.070 što je 88,8 % od ukupnoga stanovništva oblasti.
- Ukrajinci: 88,8 %
- Rusi: 9,4 %
- Bjelorusi: 0,3 %
- ostali uključujući Armence, Židove, Rome, Moldavce 0,1 % ili manje svaki narod.[2]

Po popisu iz 2001. godine većina stanovništva govori ukrajinski jezik kao materinji 84 % što je za 5,9 % više nego 1989. godine, ruski govori 15,6 % stanovništva kao materinji, i ima pad od 5,8 % od popisa prije deset godina.

## Administrativna podjela
Sumska oblast dijeli se na 18 rajona i 15 gradova od kojih njih sedam ima viši administrativni stupanj, također oblast ima i 20 malih gradova i 1492 naselja.

## Vanjske poveznice
- Službena stranica oblasti  Arhivirana inačica izvorne stranice od 10. svibnja 2011. (Wayback Machine)

### Ostali projekti
|  | Zajednički poslužitelj ima još gradiva o temi Sumska oblast |